# Liste der Naturschutzgebiete im Landkreis Aschaffenburg
Im Landkreis Aschaffenburg gibt es 13 Naturschutzgebiete. Das größte Naturschutzgebiet ist das 2000 eingerichtete Naturschutzgebiet Spessartwiesen.
| Name                            | Bild | Kennung                   | Kreis                                            | Einzelheiten                                                        | Position | Fläche Hektar | Datum |
| ------------------------------- | ---- | ------------------------- | ------------------------------------------------ | ------------------------------------------------------------------- | -------- | ------------- | ----- |
| Alzenauer Sande                 |      | NSG-00439.01 WDPA: 162136 | Landkreis Aschaffenburg                          |                                                                     | ⊙        | 95,44         | 1993  |
| Amphibienfreistätte Sommergrund |      | NSG-00232.01 WDPA: 162205 | Landkreis Aschaffenburg                          |                                                                     | ⊙        | 24,44         | 1999  |
| Amphibienfreistätte Speckkahl   |      | NSG-00187.01 WDPA: 81307  | Landkreis Aschaffenburg                          |                                                                     | ⊙        | 43,44         | 1985  |
| Auenwald bei Erlenfurt          |      | NSG-00562.01 WDPA: 318128 | Landkreis Aschaffenburg                          |                                                                     | ⊙        | 10,9          | 1991  |
| Dörngraben bei Haibach          |      | NSG-00339.01 WDPA: 162787 | Landkreis Aschaffenburg, Aschaffenburg           | Landkreis Aschaffenburg: 3,76 ha Aschaffenburg: 2,63 ha             | ⊙        | 6,39          | 1986  |
| Hafenlohrtal                    |      | NSG-00333.01 WDPA: 163472 | Landkreis Aschaffenburg                          |                                                                     | ⊙        | 71,94         | 1988  |
| Metzgergraben – Krone           |      | NSG-00414.01 WDPA: 81688  | Landkreis Aschaffenburg                          |                                                                     | ⊙        | 7,46          | 1992  |
| Naturwaldreservat Eichhall      |      | NSG-00740.01 WDPA: 378133 | Landkreis Aschaffenburg                          |                                                                     | ⊙        | 72,06         | 2005  |
| Naturwaldreservat Hoher Knuck   |      | NSG-00596.01 WDPA: 318833 | Landkreis Aschaffenburg                          |                                                                     | ⊙        | 121,85        | 1952  |
| Naturwaldreservat Kreuzbuckel   |      | NSG-00597.01 WDPA: 318834 | Landkreis Aschaffenburg                          |                                                                     | ⊙        | 66,38         | 2001  |
| Rohrberg                        |      | NSG-00116.01 WDPA: 82434  | Landkreis Aschaffenburg                          |                                                                     | ⊙        | 9,86          | 1979  |
| Spessartwiesen                  |      | NSG-00586.01 WDPA: 319123 | Landkreis Main-Spessart, Landkreis Aschaffenburg | Landkreis Main-Spessart: 277,5 ha Landkreis Aschaffenburg: 76,15 ha | ⊙        | 353,65        | 2000  |
| Vogelschutzgebiet Gustavsee     |      | NSG-00382.01 WDPA: 166085 | Landkreis Aschaffenburg                          |                                                                     | ⊙        | 18,19         | 1991  |
| Legende für Naturschutzgebiet   |      |                           |                                                  |                                                                     |          |               |       |